# Olympische Sommerspiele 2024/Radsport – Teamsprint Bahn (Männer)
Der Teamsprint im Bahnradsport der Männer bei den Olympischen Spielen 2024 in Paris wurde am 5. und 6. August im Vélodrome National ausgetragen.

## Ablauf
Der Wettbewerb lief in drei Phasen ab: Qualifikation, Erste Runde sowie Finalläufe. Es traten acht Mannschaften mit je drei Fahrern an, allerdings konnte sich die Besetzung eines Teams von einer Phase zur nächsten ändern. Davon machte Deutschland Gebrauch und tauschte Stefan Bötticher ab der Ersten Runde gegen Nik Schröter aus.
- In der Qualifikation fuhr jede Mannschaft einzeln auf Zeit. Diese wurde zur Erstellung der Setzliste in der Ersten Runde verwendet.
- In der Ersten Runde fuhr das vierte Team der Qualifikation gegen das fünfte, das dritte gegen das sechste, das zweite gegen das siebte und das erste gegen das achte.
- Die beiden schnellsten Gewinner der Ersten Runde bestritten das Finale um Gold, die beiden anderen Gewinner das um Bronze. Die beiden schnellsten Verlierer der Ersten Runde fuhren um Platz 5, die beiden anderen um Platz 7.

## Rennverlauf
Die Qualifikation für diesen Wettbewerb richtete sich nach einer Nationen-Rangliste, in die die Ergebnisse der Bahnradsport-Weltmeisterschaften 2023, des UCI Track Cycling Nations’ Cups 2023 und 2024 sowie der kontinentalen Meisterschaften 2023 und 2024 eingingen.
Bei den Buchmachern galten die Niederlande als hohe Favoriten; sie hatten seit 2018 bei Welt- und Europameisterschaften dominiert und auch 2021 bei den Olympischen Spielen gewonnen; lediglich 2022 hatten sie Australien bei den Weltmeisterschaften den Vortritt lassen müssen. Das Trio aus Roy van den Berg, Harrie Lavreysen und Jeffrey Hoogland zeigte sich nach internen Meinungsverschiedenheiten wieder gefestigt und beherrschte die Konkurrenz. Nach olympischem Rekord in der Qualifikation verbesserten sie zweimal den Weltrekord und blieben mit 40,949 s im Finale als erstes Team unter 41 Sekunden. Die nächstbeste Zeit setzte Australien mit 41,597 s, allerdings erst im Bronze-Finale, nachdem sie Großbritannien zuvor den Platz im Gold-Finale überlassen hatten müssen.

## Ergebnisse

### Qualifikation
Die Qualifikation stand am 5. August ab 19:09 Uhr auf dem Zeitplan.
| Rang | Nation         | Namen                                              | Zeit     | Anm. |
| ---- | -------------- | -------------------------------------------------- | -------- | ---- |
| 1    | Niederlande    | Roy van den Berg Harrie Lavreysen Jeffrey Hoogland | 41,279 s | OR   |
| 2    | Großbritannien | Ed Lowe Hamish Turnbull Jack Carlin                | 41,862 s |      |
| 3    | Australien     | Leigh Hoffman Matthew Richardson Matthew Glaetzer  | 42,072 s |      |
| 4    | Japan          | Yoshitaku Nagasako Kaiya Ōta Yūta Obara            | 42,174 s |      |
| 5    | Frankreich     | Florian Grengbo Sébastien Vigier Rayan Helal       | 42,267 s |      |
| 6    | China          | Guo Shuai Zhou Yu Liu Qi                           | 42,606 s |      |
| 7    | Deutschland    | Luca Spiegel Stefan Bötticher Maximilian Dörnbach  | 43,009 s |      |
| 8    | Kanada         | Tyler Rorke Nick Wammes James Hedgcock             | 43,905 s |      |

### Erste Runde
Die Erste Runde stand am 6. August ab 18:59 Uhr auf dem Programm. Anmerkungen:
- Q1/Q3/Q5/Q7 = Qualifikation für das Rennen um den 1./3./5./7. Platz

| Rang | Lauf | Nation         | Namen                                              | Zeit     | Anm.   |
| ---- | ---- | -------------- | -------------------------------------------------- | -------- | ------ |
| 1    | 4    | Niederlande    | Roy van den Berg Harrie Lavreysen Jeffrey Hoogland | 41,191 s | Q1, WR |
| 2    | 3    | Großbritannien | Ed Lowe Hamish Turnbull Jack Carlin                | 41,819 s | Q1     |
| 3    | 2    | Australien     | Leigh Hoffman Matthew Richardson Matthew Glaetzer  | 42,336 s | Q3     |
| 4    | 1    | Frankreich     | Florian Grengbo Sébastien Vigier Rayan Helal       | 42,376 s | Q3     |
| 5    | 3    | Deutschland    | Nik Schröter Luca Spiegel Maximilian Dörnbach      | 42,348 s | Q5     |
| 6    | 1    | Japan          | Yoshitaku Nagasako Kaiya Ōta Yūta Obara            | 42,569 s | Q5     |
| 7    | 2    | China          | Guo Shuai Zhou Yu Liu Qi                           | 42,635 s | Q7     |
| 8    | 4    | Kanada         | Tyler Rorke Nick Wammes James Hedgcock             | 43,666 s | Q7     |

### Finalläufe
Die Finalläufe waren ebenfalls am 6. August, und zwar ab 19:55 Uhr.
| Rang              | Nation         | Namen                                              | Zeit           | Anm.           |
| Rennen um Gold    | Rennen um Gold | Rennen um Gold                                     | Rennen um Gold | Rennen um Gold |
| ----------------- | -------------- | -------------------------------------------------- | -------------- | -------------- |
| 1                 | Niederlande    | Roy van den Berg Harrie Lavreysen Jeffrey Hoogland | 40,949 s       | WR             |
| 2                 | Großbritannien | Ed Lowe Hamish Turnbull Jack Carlin                | 41,814 s       |                |
| Rennen um Bronze  |                |                                                    |                |                |
| 3                 | Australien     | Leigh Hoffman Matthew Richardson Matthew Glaetzer  | 41,597 s       |                |
| 4                 | Frankreich     | Florian Grengbo Sébastien Vigier Rayan Helal       | 41,993 s       |                |
| Rennen um Platz 5 |                |                                                    |                |                |
| 5                 | Japan          | Yoshitaku Nagasako Kaiya Ōta Yūta Obara            | 42,078 s       |                |
| 6                 | Deutschland    | Nik Schröter Luca Spiegel Maximilian Dörnbach      | 42,280 s       |                |
| Rennen um Platz 7 |                |                                                    |                |                |
| 7                 | China          | Guo Shuai Zhou Yu Liu Qi                           | 42,532 s       |                |
| 8                 | Kanada         | Tyler Rorke Nick Wammes James Hedgcock             | 43,944 s       |                |